# Chiasma (genetica)

Rappresentazione grafica di un chiasma tra due cromatidi

In genetica, il chiasma (o chiasmo) è il punto in cui due cromosomi omologhi formano una sinapsi durante la meiosi, più in particolare durante il crossing-over, che avviene durante la Profase I; questo si forma perché deve avvenire lo scambio di materiale genetico tra cromatidi e rappresenta il sito in cui un filamento di ciascuno dei due cromatidi non fratelli è stato spezzato e scambiato. In questo modo si ha la ricombinazione genetica per la produzione di nuove combinazioni di alleli in ciascuna generazione degli organismi diploidi.

## Struttura e funzione
Un chiasma si presenta come un cromosoma normale, dove però un suo locus è sostituito da quello dell'omologo. Infatti la parola chiasma richiama dal greco la "struttura a forma di chi greca", e dunque sintetizza il concetto di due cromosomi che una volta sovrapposti, si scambiano parte del loro corredo. 
Sebbene la fase diplotene sia caratterizzata da un dissolvimento del complesso sinaptinemale e dall'allontanamento dei cromosomi omologhi, i due rimangono saldamente ancorati nel chiasma.
Il chiasma, esattamente come il crossing-over, ha funzione di ricombinazione genica, permettendo dunque la variabilità genotipica della specie.

## Etimologia
Il termine deriva dal greco χιασμός, che significa "disposizione a forma di chi" (connesso a χιάζειν, "dare forma di chi"), dal nome della ventiduesima lettera dell'alfabeto greco, detta chi (χ).